# Reichelsheim (Wetterau)
Reichelsheim (Wetterau) è una città tedesca situata nel land dell'Assia, a una distanza di circa 30 km a nord di Francoforte sul Meno.